# Influence informationnelle
 (octobre 2017).
Si vous disposez d'ouvrages ou d'articles de référence ou si vous connaissez des sites web de qualité traitant du thème abordé ici, merci de compléter l'article en donnant les références utiles à sa vérifiabilité et en les liant à la section « Notes et références ».
L'influence informationnelle est un terme utilisé lorsqu'on parle de conformité et surtout d'influence sociale. C'est l'une des deux influences importantes suggérées par Deutsch et Gerard, l'autre étant l'influence normative. 
L'influence informationnelle s'applique lorsque l'individu sent que le groupe à raison contre son opinion.